# Màxim de Tir
Màxim de Tir   (Tir, segle II - segle II) (grec antic: Μάξιμος Τύριος, llatí: Maximus Tyrius) fou un filòsof platònic grec nadiu de Tir de l'època dels Antonins (segle ii).
Màxim de Tir a vegades és confós amb altres personatges; per exemple, amb un Màxim Retòric mencionat per Plutarc i anterior a un Màxim que menciona Porfiri com una persona present en un banquet donat en honor de Plató a Atenes. La traducció de Jeroni d'Estridó del Chronicon d'Eusebi Escolàstic, text que es va perdre, diu que no és esmentat com a tutor de Marc Aureli mentre que Jordi Sincel·le, que havia llegit el text del Cronicó, diu que va exercir aquesta tutoria junt amb Apol·loni de Calcedònia i Basilides d'Escitòpolis. Aquesta darrera referència podria derivar d'una confusió amb Claudi Màxim.
Segons Suides, residia a Roma en temps de l'emperador Còmmode i sembla que va estar també a Grècia, Àsia Menor, Xipre i Sicília per algun temps. Esmenta que els àrabs adoraven una pedra quadrangular com emblema del seu déu, i això deixa suposar que també va visitar Aràbia. No se sap la data de la seva mort.
La sola obra de Màxim que es conserva és Διαλέξεις, Dissertationes, o Λόγοι, Sermones, que és una dissertació sobre temes filosòfics, ètics i teològics. A Suides s'esmenten Ὁμήρον κὰ τίς ἡ παῤ αὐτῷ ἀρχαία φιλοσοφία, De Homero et quae sit apud eum antiqua Philosophia, i  Εἰ καλῶς Σωκράτης οὐκ ἀπελογήσατο, Rectene Socrates fecerit, quod accusatus non responderit, que serien parts de la primera. Hom li atribuí Ἐντάφιος λόγος, Oratio Funebris per Paris el troià, però sense prou base.